# Maciej Pręczyński

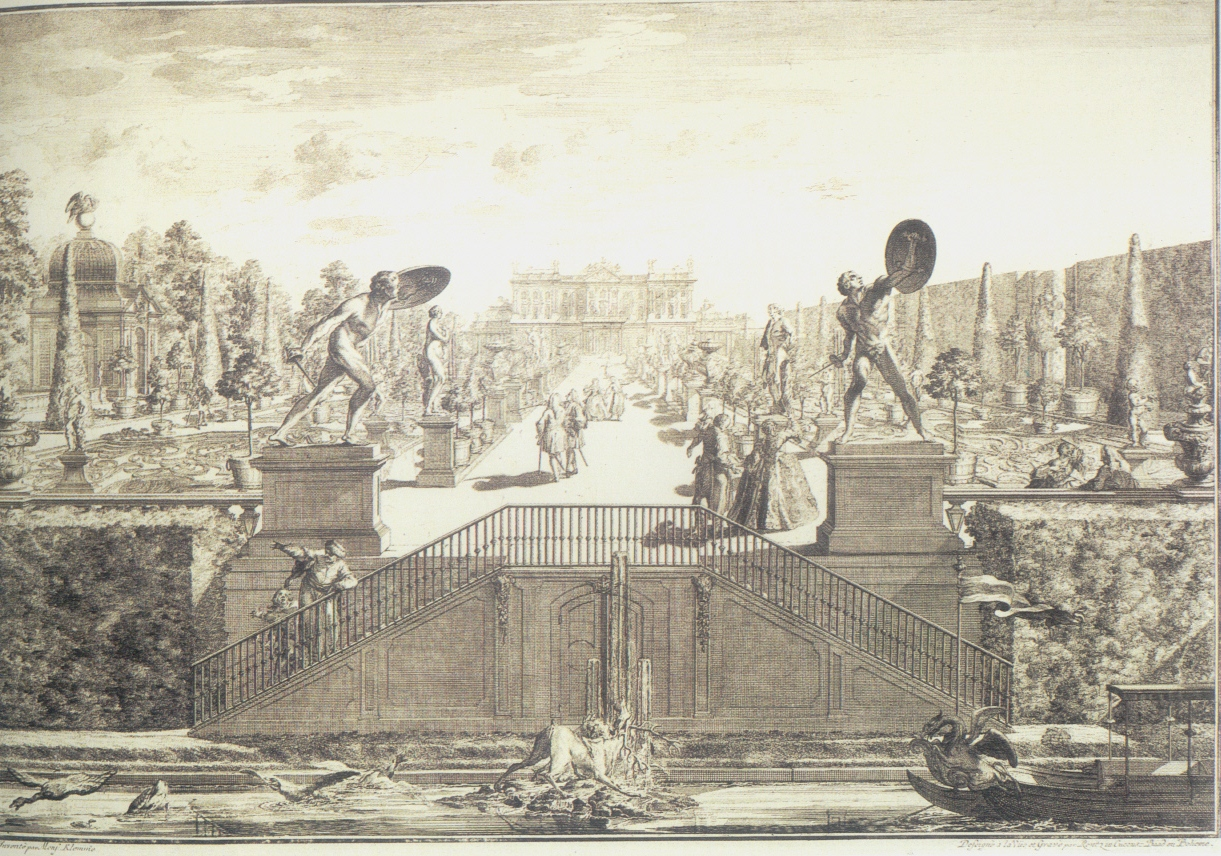
Rezydencja hetmana Jana Klemensa Branickiego w Białymstoku, gdzie Maciej Pręczyński uczył się i rozpoczynał karierę tancerza w II połowie XVIII wieku

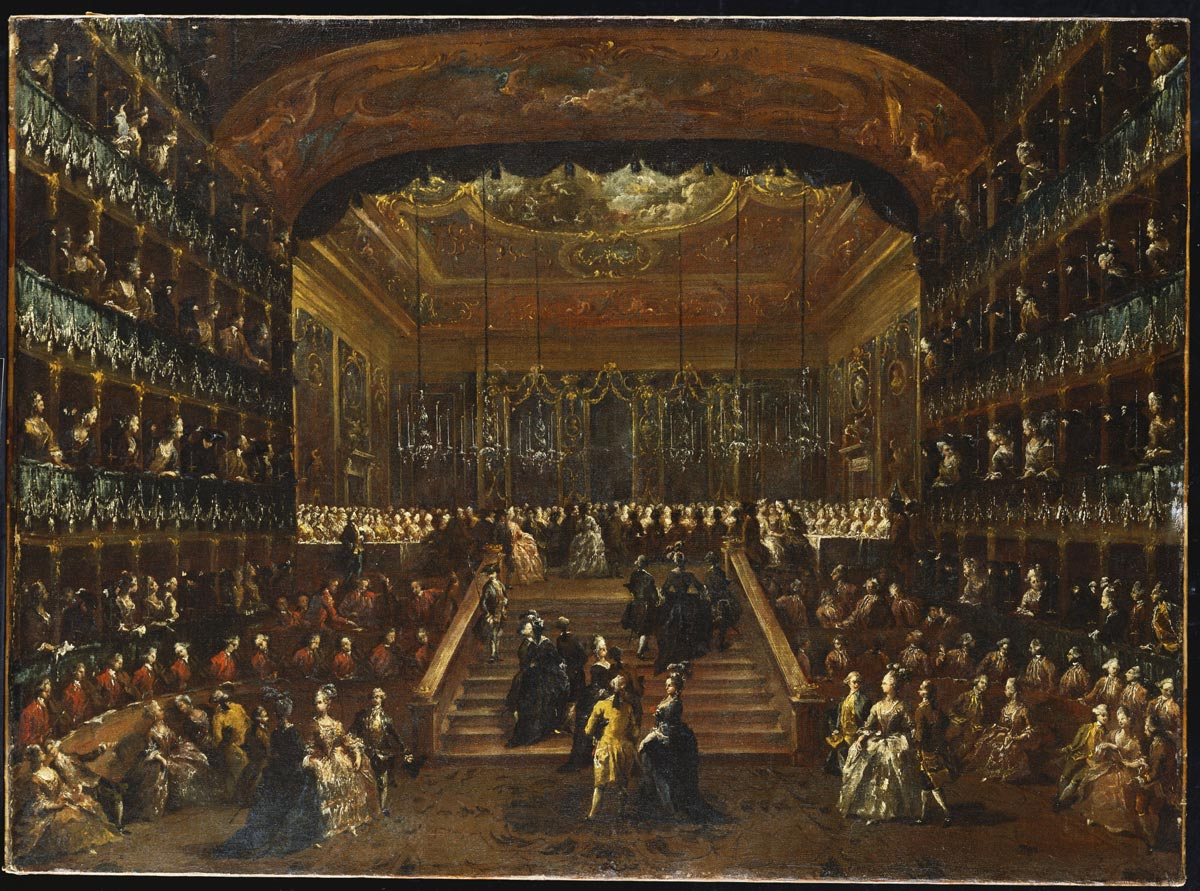
Teatro San Benedetto w Wenecji, gdzie Maciej Pręczyński występował w latach 1773-1774

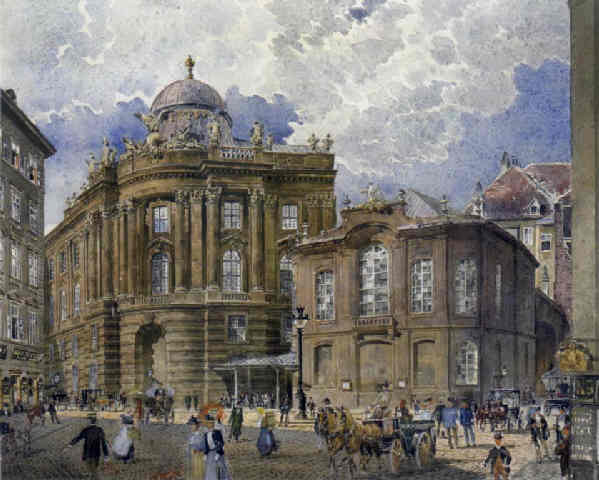
Burgtheater w Wiedniu, gdzie Maciej Pręczyński występował w latach 1774-1775

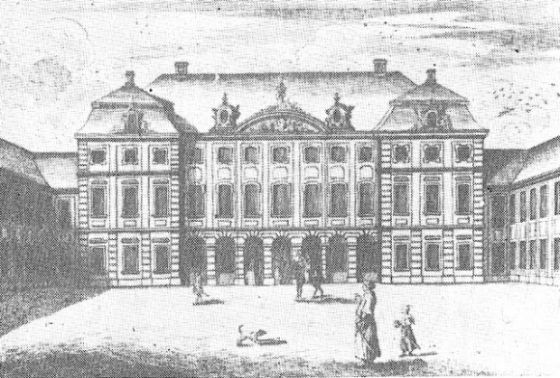
Pałac Radziwiłłowski (obecny Pałac Prezydencki) w Warszawie, gdzie Maciej Pręczyński występował w latach 1775-1777

Maciej Pręczyński, notowany także jako: Prączyński, Prencinski, Prenciscki, Prenciski, Prenczyński, Prenzinski, Prędczyński, Princinschi, Pryńczyński, Przeczyński oraz pod imieniem Matteo, Mattia lub Mattio (ur. ok. 1750 w Białymstoku, zm. ok. 1803 prawdopodobnie w Wilnie) – tancerz, baletmistrz, choreograf i nauczyciel tańca. Pierwszy tancerz demi-caractère teatru warszawskiego w latach 1775–1777. Jeden z pierwszych polskich tancerzy zawodowych i pierwszy polski choreograf. Jedyny polski artysta baletu w XVIII wieku, który występował także na znanych scenach zagranicznych, w Wenecji i Wiedniu. Jego żoną była niejaka Katarzyna Emert.

## Kariera artystyczna

### W Białymstoku
Urodził się w białostockiej rodzinie mieszczańskiej jako najstarszy syn dworskiego powroźnika oraz miejskiego radnego Stanisława Pręczyńskiego i jego żony Konstancji z Malinowskich. Około 1762 rozpoczął w Białymstoku naukę tańca pod kierunkiem pracującego tam włoskiego baletmistrza Antonio Puttiniego, a potem występował w nieznanych przedstawieniach teatru dworskiego hetmana wielkiego koronnego Jana Klemensa Branickiego w jego białostockiej rezydencji aż do śmierci swego pracodawcy i rozwiązania jego teatru w 1771.

### Za granicą[1]
W sezonie jesiennym i karnawałowym 1773/74 pracował w Wenecji jako pierwszy tancerz serio (primo ballerino serio) zespołu baletmistrza Antoine’a Trancarta w Teatro San Benedetto, gdzie kreował partie solowe w jego kilku baletach. Tam prawdopodobnie poznał słynnego choreografa i reformatora teatru baletowego Gasparo Angioliniego, który wiosną 1774 roku zabrał go do Wiednia, obejmując dyrekcję baletu w Burgtheater. Był w jego wiedeńskim zespole jednym z solistów i występował w takich m.in. baletach Angioliniego, jak: La Partie de chasse de Henri IV, L’Espiegle du village oraz Sidney und Silli, oder Wohltätigkeit und Dankbarkeit, które zrealizował później na scenie warszawskiej.

### W Warszawie
W lutym 1775 powrócił do Warszawy i został pierwszym tancerzem demi-caractère w zespole baletowym pod kierownictwem Giovanniego Antonia Sacco, który pracował wtedy w teatrze w Pałacu Radziwiłłowskim. Już w marcu wystąpił tu w roli Peleusza w balecie Sąd Parysa w choreografii Francesco Casellego według Noverre’a. W kwietniu tego roku zadebiutował także jako choreograf, wystawiając w Warszawie balet Angioliniego Sidnei i Silli, czyli Dobroczynność i wdzięczność. We wrześniu zrealizował z kolei Polowanie Henryka IV według Angioliniego. Kolejne jego prace dla sceny warszawskiej to: Diana i Endymion według Noverre’a, Divertisement wiejskie według Angioliniego oraz Zdobycie złotego runa. Działał w teatrze warszawskim do stycznia 1777.

### Na kresach wschodnich[1]
W następnych latach był baletmistrzem i nauczycielem tańca w teatrach dworskich na polskich kresach wschodnich. Początkowo pracował na dworze hetmana Michała Kazimierza Ogińskiego w Słonimiu. W 1778 rokuj związał się z dworem kanclerza wielkiego litewskiego Aleksandra Michała Sapiehy w Różanie, gdzie notowany był wraz z żoną Katarzyną jeszcze w roku 1793. Wystawił tam m.in. w 1784 balet La Clémence de Titus w obecności goszczącego w Różanie króla Stanisława Augusta. Niekiedy pracował też w tym okresie w pałacu Sapiechy w Dereczynie. W obu tych rezydencjach kierował teatrem, był dworskim nauczycielem tańca i prowadził szkołę tańca dla dzieci chłopskich występujących w jego przedstawieniach. Po śmierci księcia Sapiehy w 1793 roku przeniósł się do Wilna, gdzie od listopada 1794 roku do stycznia 1795 roku kierował zespołem komediowo-tanecznym w Wilnie. Od 1795 był jeszcze nauczycielem tańca w korpusie kadetów i baletmistrzem w teatrze dworskim rosyjskiego generała Siemiona Zoricza w Szkłowie, aż do śmierci swojego ostatniego pracodawcy w 1799. 
Maciej Pręczyński zmarł prawdopodobnie około 1803 roku, kiedy to jego młodszy brat Kasper wraz z matką sprzedali ich dom rodzinny w Białystoku. Wdowa po nim, Katarzyna Pręczyńska z domu Emertówna poślubiła w Wilnie w 1805 roku niejakiego Jana Procena.

## Ważniejsze role
W kolejności chronologicznej:
- 1773: Corebo – Ajace e Cassandra, choreografia Antoine Trancard (Teatro San Benedetto, Wenecja)
- 1773: Signor Turco – Le feste o le gelosie del serraglio, choreografia Antoine Trancard (Teatro San Benedetto, Wenecja)
- 1773: Turno – Enea e Lavinia, choreografia Antoine Trancard (Teatro San Benedetto, Wenecja)
- 1773: Dafni – Gli amanti fedili, choreografia Antoine Trancard (Teatro San Benedetto, Wenecja)
- 1774: rola nieznana – Il ratto di Prosperina, choreografia Antoine Trancard (Teatro San Benedetto, Wenecja)
- 1774: rola nieznana – Divertimento campestre, choreografia Antoine Trancard (Teatro San Benedetto, Wenecja)
- 1774: rola nieznana – La partie de chasse de Henri IV, choreografia Gasparo Angiolini (Burgtheater, Wiedeń)
- 1774: rola nieznana – L’Espiegle du village, choreografia Gasparo Angiolini (Burgtheater, Wiedeń)
- 1774: rola nieznana – Sidney und Silli, oder Wohltätigkeit und Dankbarkeit, choreografia Gasparo Angiolini (Burgtheater, Wiedeń)
- 1775: Peleusz – Sąd Parysa, choreografia Francesco Caselli (Teatr w Pałacu Radziwiłłowskim, Warszawa)
- 1775: rola nieznana – Sidnei i Silli, czyli Dobroczynność i wdzięczność, choreografia Maciej Pręczyński według Gasparo Angioliniego (Teatr w Pałacu Radziwiłłowskim, Warszawa)
- 1775: Octav – Skąpiec oszukany, choreografia Giovanni Antonio Sacco (Teatr w Pałacu Radziwiłłowskim, Warszawa)